# Villa El Carmen (Cliza)
Villa El Carmen ist eine Ortschaft im Departamento Cochabamba im südamerikanischen Andenstaat Bolivien.

## Lage im Nahraum
Villa El Carmen ist der größte Ort des Cantóns Santa Lucía im Municipio Cliza in der Provinz Germán Jordán und liegt auf der 490 km² großen fruchtbaren Hochebene des Valle Alto. Die Ortschaft liegt auf einer Höhe von 2719 m am linken, westlichen Ufer des Río Cliza, etwa 15 Kilometer entfernt vom Rand der Cordillera Oriental, die bei dem nahe gelegenen San Benito auf über 4100 m ansteigt.

## Geographie
Villa El Carmen liegt im Übergangsbereich zwischen der Anden-Gebirgskette der Cordillera Central und dem bolivianischen Tiefland.
Die mittlere Durchschnittstemperatur der Region liegt bei etwa 18 °C (siehe Klimadiagramm Cochabamba) und schwankt nur unwesentlich zwischen 14 °C im Juni/Juli und 20 °C im Oktober/November. Der Jahresniederschlag beträgt nur rund 450 mm, bei einer ausgeprägten Trockenzeit von Mai bis September mit Monatsniederschlägen unter 10 mm, und einer Feuchtezeit von Dezember bis Februar mit 90 bis 120 mm Monatsniederschlag.

## Verkehrsnetz
Villa El Carmen liegt 44 Straßenkilometer entfernt von Cochabamba, der Hauptstadt des gleichnamigen Departamentos.
Von Cochabamba führt die asphaltierte Nationalstraße Ruta 7 in südöstlicher Richtung nach Tolata. Nach 28 Kilometern, noch vor Erreichen von Tolata, zweigt eine Landstraße nach Süden ab, die über Arbieto nach Tarata führt. Von Tarata aus erreicht man in östlicher Richtung nach acht Kilometern Villa El Carmen und nach Überquerung des Río Cliza die Stadt Cliza.

## Bevölkerung
Die Einwohnerzahl der Ortschaft ist in dem Jahrzehnt zwischen den beiden letzten Volkszählungen um fast ein Drittel angestiegen:
| Jahr | Einwohner         | Quelle       |
| ---- | ----------------- | ------------ |
| 1992 | keine Detaildaten | Volkszählung |
| 2001 | 539               | Volkszählung |
| 2012 | 705               | Volkszählung |
| 2024 |                   | Volkszählung |

Die Region weist einen hohen Anteil an Quechua-Bevölkerung auf, im Municipio Cliza sprechen 91,1 Prozent der Bevölkerung Quechua.